# Jorge Luis Hirschi
Luis Jorge Cristian Hirschi y Bernard (La Plata, 7 de noviembre de 1889-1970), más conocido como Jorge Luis Hirschi, fue un médico, deportista y dirigente deportivo que ocupó la presidencia del Club Estudiantes de La Plata, de la Primera División de Argentina.

## Trayectoria deportiva

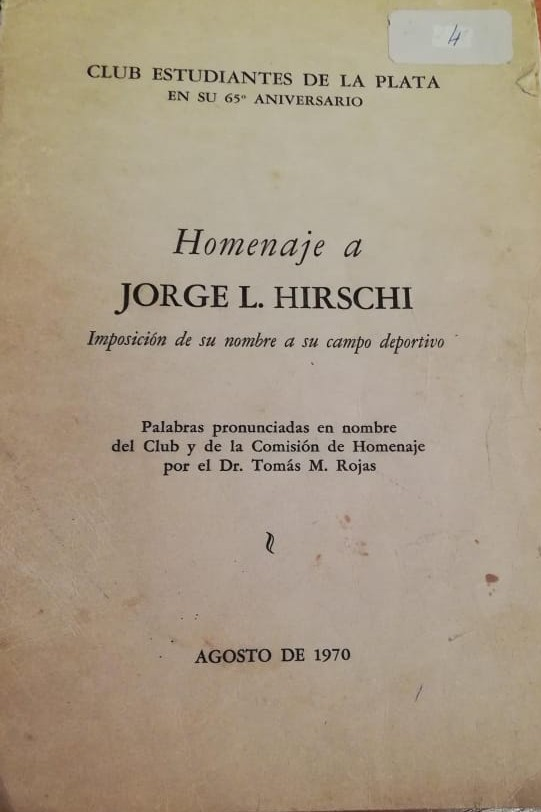
Acta de imposición de su nombre al estadio de Estudiantes de La Plata.

Socio número 44 tras la fundación del Club Estudiantes de La Plata, fue el goleador del equipo de fútbol que logró el ascenso a Primera División, en 1911, e integrante del plantel campeón de Primera División 1913, durante la era amateur de la actual Asociación del Fútbol Argentino. Como futbolista, fue wing derecho y, en ocasiones centrodelantero, y también se desempeñó en otras disciplinas: fue jugador de rugby cuando Estudiantes de La Plata contó con representación en ese deporte.
Su debut en Primera División fue el 12 de mayo de 1912, en un encuentro ante Quilmes de visitante, durante el primer certamen oficial de la extinta Federación Argentina de Football, aunque también disputó el primer partido de la historia de Estudiantes de La Plata en condición de local, un encuentro amistoso frente a Wanderers Nacional de Buenos Aires, el 7 de noviembre de 1905, en la etapa fundacional previa a la afiliación del club en la AFA.
Tras abandonar la práctica profesional en 1914, donde completó 32 partidos y señaló 10 goles, luego de nueve años ininterrumpidos en la institución se dedicó a ejercer su profesión en la provincia de La Pampa.

## Trayectoria dirigencial
Asumió la presidencia de Estudiantes el 23 de enero de 1927, cargo en el que estuvo hasta 1932. Fue durante su ejercicio cuando se realizó la primera conscripción importante de socios (el club elevó el padrón de 300 a 8.000 asociados) y se iniciaron, a escasos días de haber asumido la presidencia, las obras para la colocación de 123 metros de gradas con 17 escalones, además de la construcción de la pileta de natación reglamentaria, detrás de la tribuna oficial del estadio, los vestuarios, el alambrado olímpico y el buffet estilo tudor.
Su mandato coincidió con una prolífica participación del club en los campeonatos más importantes de la AFA, habiendo alcanzado el 3° puesto en los torneos de Primera División de 1928 y 1931; y el subcampeonato en la temporada 1930, el último certamen organizado en la llamada «era amateur» del fútbol argentino.

## Trayectoria política
Durante 1932, entre los meses de febrero y octubre, ocupó el cargo de intendente de la ciudad de La Plata. Posteriormente, en distintos períodos, representó a Estudiantes de La Plata como presidente de la delegación en las giras de los planteles de fútbol profesional.
Falleció en 1970. En homenaje a su obra, el estadio de Estudiantes lleva su nombre desde ese año.

## Palmarés

### Títulos nacionales
| Título           | Club                    | País      | Año  |
| ---------------- | ----------------------- | --------- | ---- |
| Segunda división | Estudiantes de La Plata | Argentina | 1911 |
| Primera División | Estudiantes de La Plata | Argentina | 1913 |